# Младешковићи
Младешковићи су насељено место у Босни и Херцеговини, у општини Коњиц, у Херцеговачко-неретванском кантону које административно припада Федерацији Босне и Херцеговине. Према прелиминарним резултатима пописа 2013. године, у насељу је живјело 142 становника.

## Географија
Насеље се налази неколико километара јужно од Коњица.

## Становништво
По последњем службеном попису становништва из 1991. године, у насељу Младешковићи живело је 537 становника. Насеље је било етнички хетерогено, а релативну већину су чинили Срби.
| Националност       | 1991.        | 1981.        | 1971.        |
| Срби               | 167 (47,71%) | 156 (40,84%) | 125 (47,89%) |
| Хрвати             | 156 (44,57%) | 178 (46,60%) | 112 (42,91%) |
| Муслимани          | 25 (7,14%)   | 33 (8,64%)   | 23 (8,81%)   |
| Југословени        | 1 (0,29%)    | 9 (2,35%)    | 1 (1,38%)    |
| остали и непознато | 1 (0,29%)    | 6 (1,57%)    |              |
| Укупно             | 350          | 382          | 261          |